# گلگتا (پرستشگاه)

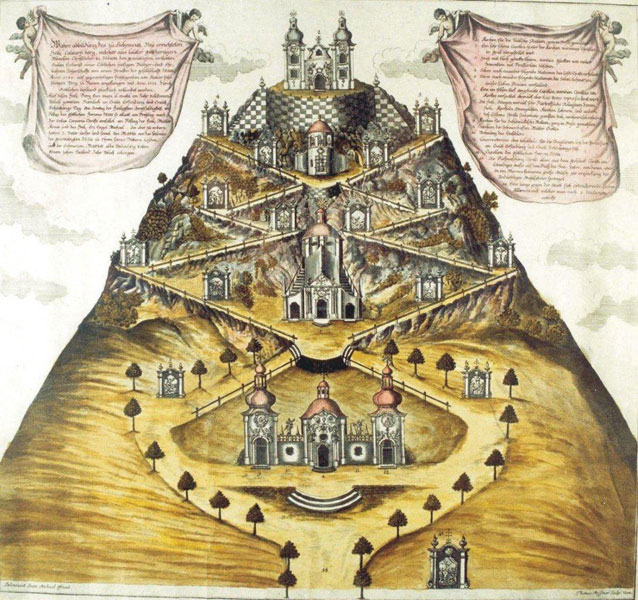
گلگتای بانسکا شتیاوینتسا

گلگتا یا کالواری (انگلیسی: Calvary) نوعی مکان مقدس مسیحی است که بر روی دامنهٔ تپه‌ای با نیت نمایش رنج‌های عیسی میسح در بالارفتن از تپهٔ گلگتا ساخته می‌شود. گلگتا از مجموعه نمازخانه و کلیساهایی تشکیل شده که زائرین با یاد کردن از مصائب عیسی از آن عبور می‌کنند.

## نگارخانه

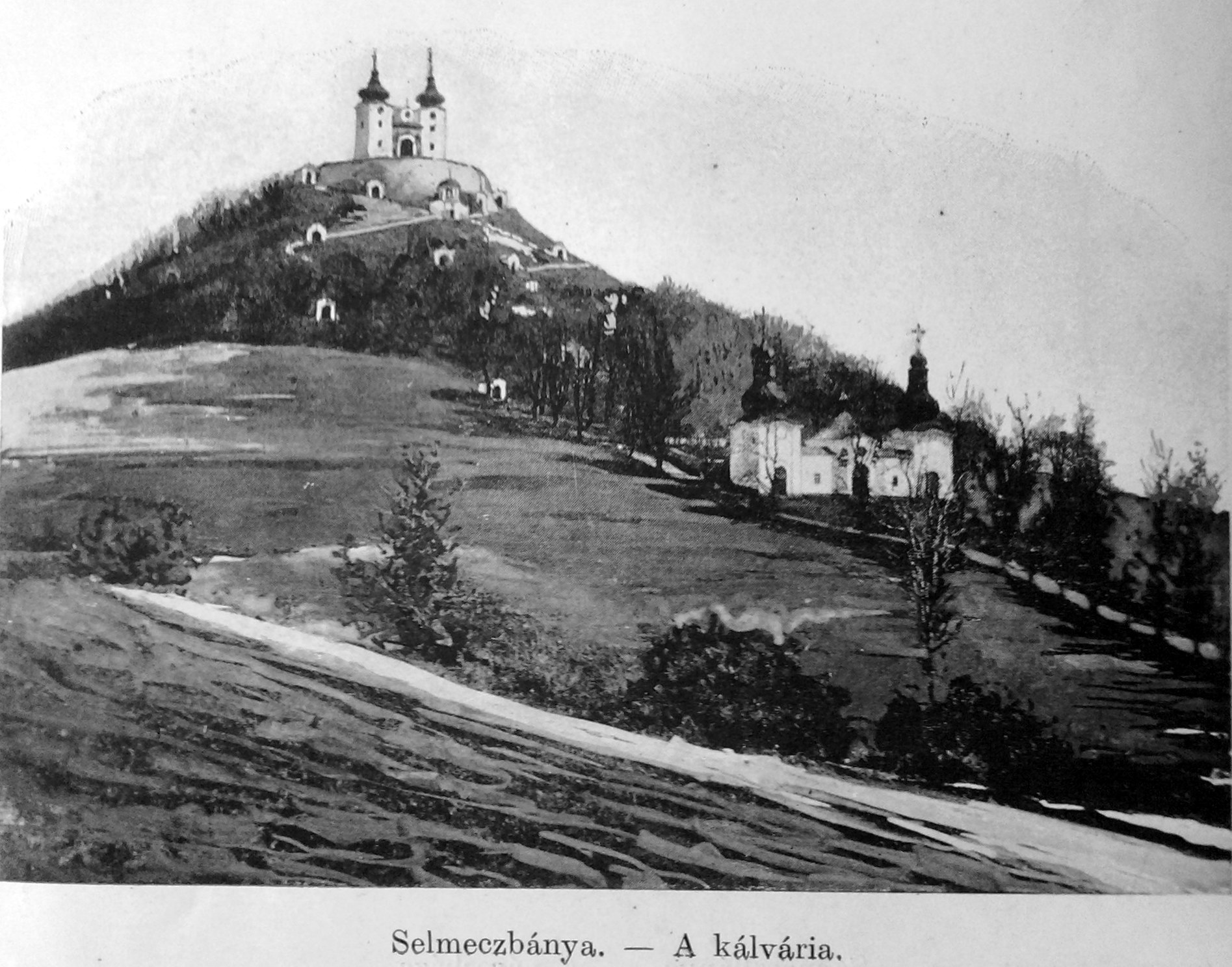
گلگتای قرن هجدهمی در بانسکا شتیاوینتس، فهرست میراث جهانی یونسکو
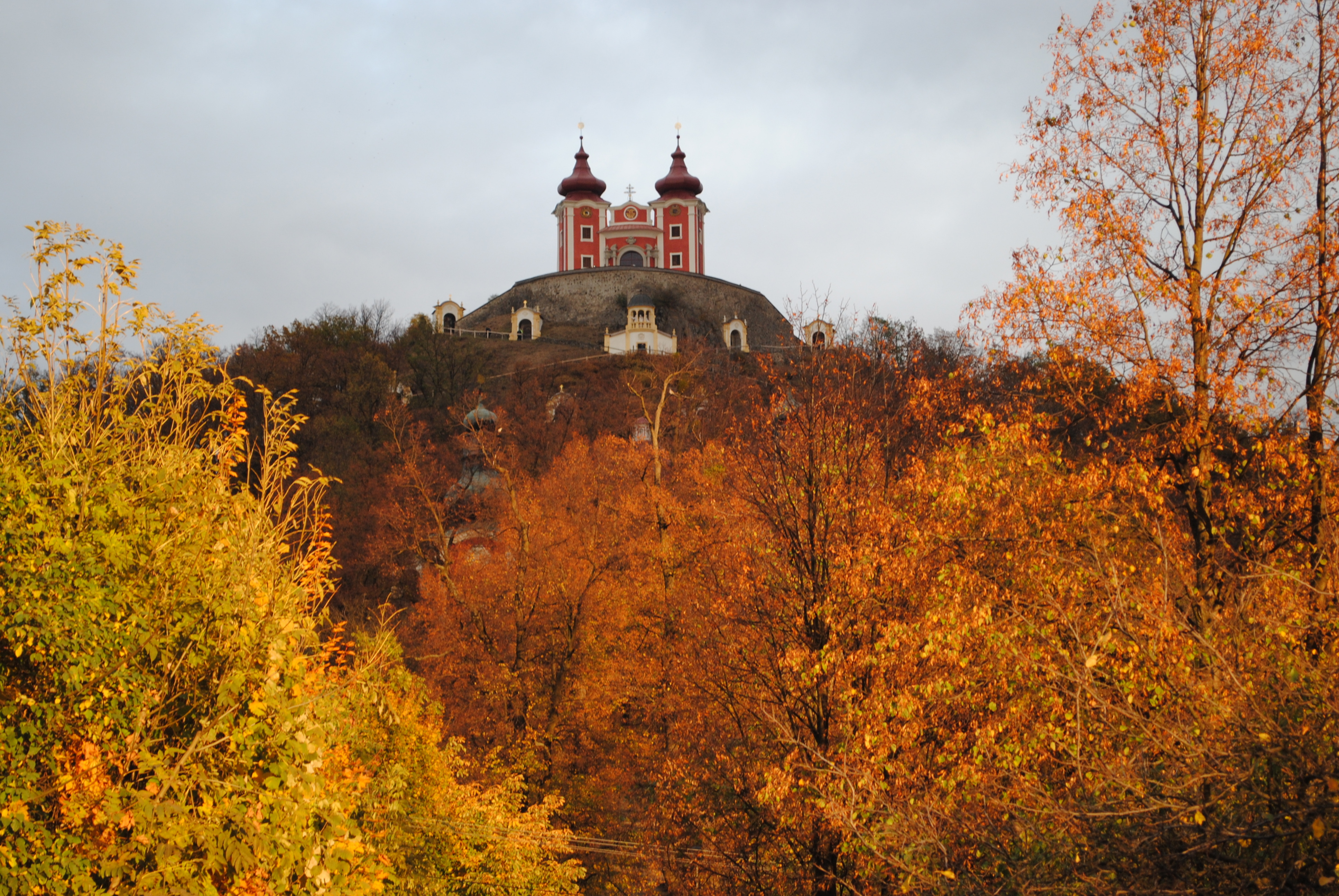
گلگتای بانسکا شتیاوینتس
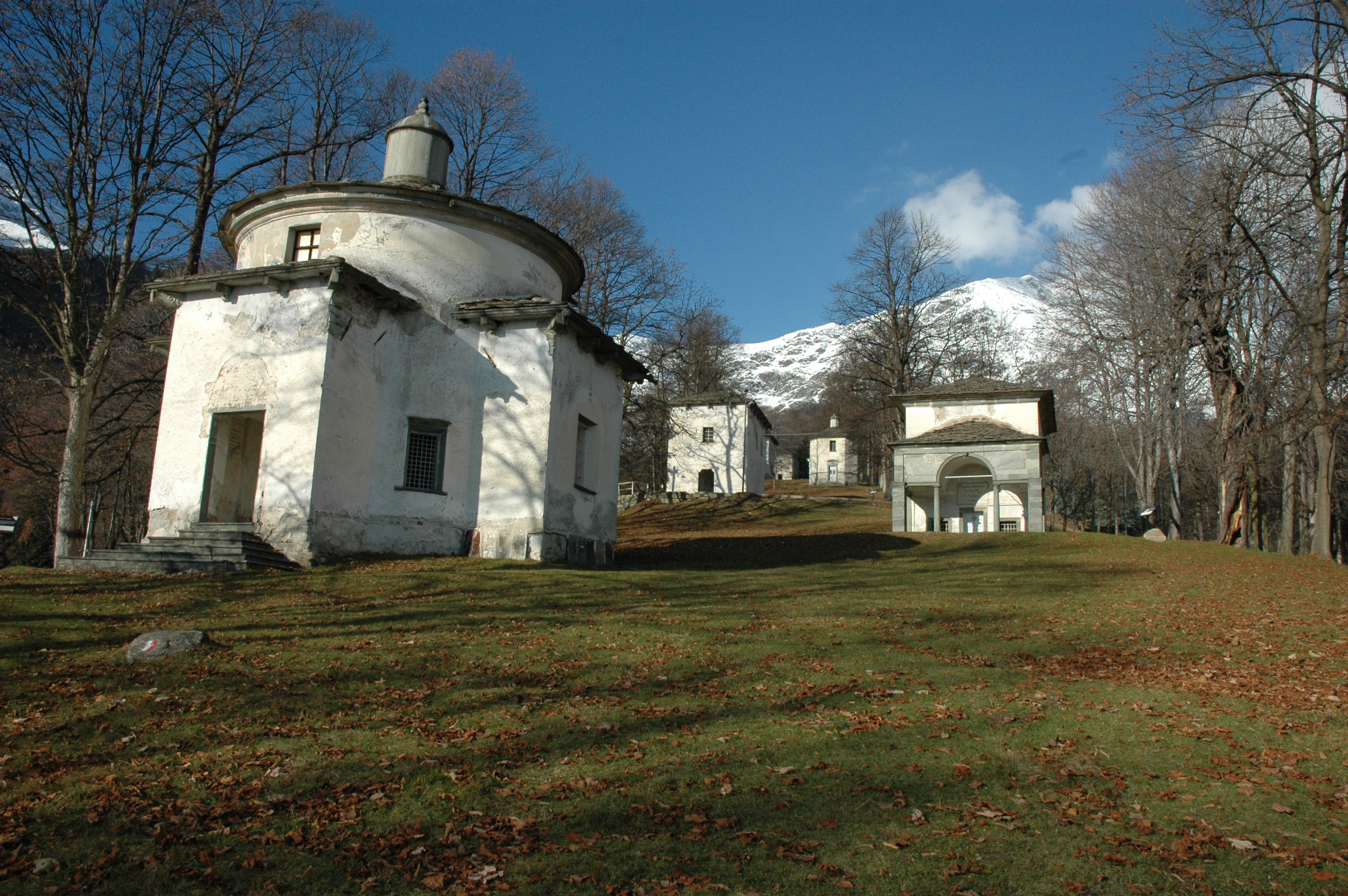
نمازخانه‎‌های ساکرامونته دی اوروپا در شمال ایتالیا